# Don Shula
Pro Football Hall of Fame 1997
(en) Statistiques sur pro-football-reference
Donald Francis Shula, dit Don Shula, né le 4 janvier 1930 à Grand River en Ohio et mort le 4 mai 2020 à Indian Creek en Floride, est un joueur et entraîneur américain de la National Football League (NFL).
Il a notamment été entraîneur des Dolphins de Miami avec qui il remporte les Super Bowl VII et VIII (1972 et 1973) et avec qui il réussit la première saison parfaite de l'histoire de la NFL (1972).
Shula est désigné personnalité sportive de l'année par Sports Illustrated en 1993. Il détient le record du nombre de victoires en carrière dans la NFL (347). Il n'a connu que deux saisons avec un bilan négatif au cours de ses 36 saisons en NFL.

## Biographie

### Jeunesse
Né à Grand River dans l'Ohio, Don Shula, d'origine hongroise, grandit dans une banlieue de Cleveland. Il est diplômé du lycée Harvey de Painesville où il joue au football américain en 1945 et 1946. Il obtient une bourse universitaire en 1947 à l'université jésuite John-Carroll de Cleveland où il obtient son diplôme en sociologie en 1951.
Il obtient ensuite son diplôme en éducation physique en 1954 à l'université Case Western Reserve de Cleveland.

### Carrière de joueur
En 1951, Don Shula signe avec les Browns de Cleveland pour jouer au poste de defensive back bien mais n'y débute que six matchs comme titulaire au cours des saisons 1951 et 1952. Le 26 mars 1953, il est transféré chez les Colts de Baltimore lors d'un échange qui impliquera quinze joueurs, les Colts transférant Mike McCormack (T), Don Colo (DT), Tom Catlin (LB), John Petitbon (DB) et Herschell Forester aux Browns contre Shula, Bert Rechichar (DB), Carl Taseff (DB), Ed Sharkey (LB), Gern Nagler (E), Harry Agganis (QB), Dick Batten (T), Stu Sheets (T), Art Spinney (G) et Elmer Willhoite (G). Shula et Taseff avaient été équipiers lorsqu'ils jouaient pour l'université John-Carroll et pour les Browns.
Don Shula joue avec Baltimore pendant quatre saisons et termine sa carrière de joueur en jouant une dernière saison avec les Redskins de Washington. En sept saisons NFL, Shula a affiché un bilan de 73 matchs, de 21 interceptions et 4 fumble recouverts.

### Carrière d'entraîneur
En 1958, Don Shula obtient son premier poste d'entraîneur en NCAA chez les Cavaliers de la Virginie où il dirige les defensive backs sous la conduite de l'entraîneur principal Dick Rovis. Il y reste une saison avant de rejoindre en 1959 les Wildcats du Kentucky où il travaille au même poste avec l'entraîneur principal Blanton Collier. En 1960, Shula rejoint la NFL et devient coordinateur défensif des Lions de Détroit. Il est ensuite nommé entraîneur principal chez les Colts de Baltimore entre 1963 et 1969 et chez les Dolphins de Miami entre 1970 et 1995 où il remporte les VII (saison 1972) et VIII (saison 1973).

### Mort
Don Shula meurt le 4 mai 2020 à l'âge de 90 ans dans le petit village d'Indian Creek en Floride.